# Scott Sealy
Scott Ryan Sealy (Chaguanas, 6 aprile 1981) è un ex calciatore trinidadiano, di ruolo attaccante.

## Biografia
È padre del calciatore Dante Sealy.